# Quốc khánh
Ngày Quốc Khánh (Nederlands: Nationale dag) is de nationale feestdag van Vietnam. Het is een feestdag en wordt gevierd op 2 september, waarbij de Vietnamezen een dag vrij krijgen.
Op deze dag wordt gevierd dat Hồ Chí Minh op 2 september 1945 de onafhankelijkheidsverklaring voorleest op het Quảng trường Ba Đình in Hanoi. De Democratische Republiek van Vietnam wordt geboren en is onafhankelijk van de Unie van Indochina. Hồ Chí Minh overleed op 2 september 1969.